# جزيرة كونيت
جزيرة كونيت وهي جزيرة من جزر إندونيسيا، وتتبع في إقليم كليمنتان الجنوبية في إندونيسيا.